# Tigrisoma
Tigrisoma é um género de aves Pelecaniformes da família Ardeidae (garças). O grupo contém três espécies de socós.
As três espécies de Tigrisoma ocorrem apenas nas Américas, em particular a América Central e do Sul. A plumagem destas aves caracteriza-se pelo padrão axadrezado.
- Socó boi mexicano, Tigrisoma mexicanum
- Socó-boi-escuro, Tigrisoma fasciatum
- Socó-boi, Tigrisoma lineatum